# 百代唱片 (台灣)
百代唱片（EMI Records and Entertainment Ltd.），前稱科藝百代（EMI Taiwan），最初成立於1990年，時為世界四大唱片公司之一EMI在台灣的子公司，是全球第39間國際分公司，是當時EMI在東南亞地區成立的第6間公司。科藝百代除了主要廠牌EMI之外，過去曾陸續開設種子音樂、科藝年代、維京音樂、伊世代娛樂及國會唱片數個附屬品牌，並於1996年將本土知名唱片公司點將唱片收購旗下。科藝（Thorn）為EMI當時英商母公司註冊中文名稱；百代（Pathe）則是法商百代電影公司以前唱片事業，因早在中國享有盛名，故被收購後仍沿用下來。直到2014年6月，美國環球音樂集團併購EMI後，EMI正式成為環球音樂旗下品牌，正式重返亞洲華語唱片市場。
2008年8月26日，金牌娛樂宣佈以9位數字收購科藝百代及步升大風（分別是EMI在台灣及中華人民共和國的分公司），並改組成金牌大風。EMI的西洋唱片在中華人民共和國及台灣的發行仍委由金牌大風代理，亞洲區總裁為吳加愛女士，統管中國、香港、星馬、印尼、韓國、日本、台灣等地區業務。百代音樂版權代理公司的經營則不受影響，繼續由EMI集團經營，並以「百代音樂」名義代理發行音樂產品。
2014年6月，自美國環球音樂集團併購EMI後，EMI以環球音樂旗下品牌之名正式重返亞洲華語唱片市場。2014年6月30日，EMI於台北市舉行華人天后張惠妹加盟記者會，由陶晶瑩主持，並宣佈羅志祥、楊丞琳同時加盟旗下，更聘請張惠妹擔任大中華區品牌總監。
2015年3月13日環球唱片 (台灣)於經濟部商業司登記，正式設立子公司「百代唱片股份有限公司 (EMI Records and Entertainment Ltd.)」。

## 發展歷史
1990年之前，跨國音樂集團EMI曾由滾石唱片代理其唱片在台灣的發行權。1990年，EMI直接來台投資成立科藝百代，並由歌手齊秦擔任國內部經理，創業作為比莉的專輯《心腸》。
1995年起，科藝百代開始積極擴張在台灣的經營版圖，成立了附屬品牌「種子音樂」、並與年代集團合資成立附屬品牌「科藝年代」（ERA EMI Limited，簡稱EEI），陸續為黃鶯鶯、張信哲、梁詠琪等歌手打造出暢銷作品，並且於1996年收購了擁有江蕙、伍思凱等知名藝人的本土唱片公司點將唱片。1999年，在前新力哥倫比亞音樂總經理姚謙主導下開設附屬品牌「維京音樂」，陸續推出了江美琪、侯湘婷、蕭亞軒、本多RuRu等亮眼新人以及歌壇老將林憶蓮的專輯。2002年，科藝百代與中唱數位娛樂合資成立附屬品牌「伊世代娛樂」，並收購了擁有陶喆、TENSION的「俠客唱片」。2006年，在時任總經理陳澤杉主導下開設附屬品牌「國會唱片」，成功簽下蔡依林、孫燕姿、羅志祥等知名歌手。
2008年，EMI宣布將台灣分公司科藝百代轉賣給香港金牌娛樂，隨後改組更名為金牌大風，科藝百代及旗下附屬品牌皆未獲保留。EMI的西洋唱片在中國大陸及台灣的發行仍委由金牌大風代理，亞洲區總裁為吳加愛女士，統管中國、香港、星馬、印尼、韓國、日本、台灣等地區業務。百代音樂版權代理公司的經營則不受影響，繼續由EMI集團經營，並以「百代音樂」名義代理發行音樂產品。
2014年6月，自美國環球音樂集團併購EMI後，EMI以環球音樂旗下品牌之名正式重返亞洲華語唱片市場。2014年6月30日，EMI於台北市舉行張惠妹加盟記者會，並宣佈羅志祥、楊丞琳同時加盟旗下，更聘請張惠妹擔任大中華區品牌總監，同年EMI的西洋唱片在中國大陸及台灣、香港、新加坡、馬來西亞的發行轉由環球音樂代理。
另外，即使在2014年EMI以環球音樂旗下品牌之名正式重返亞洲華語唱片市場，但環球音樂 (台灣)卻沒有過往科藝百代（EMI Taiwan，含維京百代Virgin Music Chinese）旗下的歌手的歌曲和專輯版權。這是因為過往科藝百代旗下的歌手的歌曲和專輯版權已被金牌大風所收購，而隨著金牌大風被台灣華納音樂收購，這些歌曲和專輯版權亦已由華納音樂所擁有。這跟香港環球唱片及環球唱片新加坡、馬來西亞分公司擁有香港百代唱片及百代唱片新加坡、馬來西亞分公司歌曲和專輯版權的情況大為不同。

## 藝人
以下紀錄為環球音樂 (台灣)於2014年6月30日重組EMI Taiwan後台灣區的藝人名單：
| 男歌手                           | 男歌手              | 男歌手                  |
| -------------------------------- | ------------------- | ----------------------- |
| 持修 （野聲音娛樂）              |                     |                         |
| 女歌手                           |                     |                         |
| 艾怡良 （三條製作所/天地合娛樂） | 張惠妹 （聲動娛樂） | 楊丞琳 （樹與天空娛樂） |
| 組合                             |                     |                         |
| Boxing樂團 （野聲音娛樂）        |                     |                         |

## 已滿約／解約藝人
- 簡愷樂（2017年至2018年）2018年轉投至母公司環球音樂 (台灣)
- 羅志祥（2014年至2019年）2022年轉投華納音樂 (台灣)
- 蕭亞軒（2017年至2018年）2023年轉投華納音樂 (台灣)
- 陳霓
- 安那

## 合併前已轉籍／滿約／解約藝人
以下只記錄科藝百代時期至2008年8月26日被金牌大風收購前的資料，其他變動請參見金牌大風 (台灣)條目。

### EMI
- 戴佩妮（轉往喜歡音樂）
- 胡彥斌（隨公司易主轉藉至金牌大風）
- 花兒樂團
- 黃品源
- 許巍
- 安以軒
- 棒棒堂（隨公司易主轉藉至金牌大風）
- 林東松
- 張瓊瑤
- 徐仲薇
- 李碧華
- 東方合唱團（前東方快車）
- 比莉
- 堂娜
- 張清芳
- 范怡文
- 孫興
- 張信哲（1995年－1997年，後轉至新力音樂，現為愛貝克思發行）
- 吳倩蓮
- 金城武
- 鳳飛飛
- 馬兆駿
- 黃雅珉
- 陳小霞
- 彭羚
- 巫啟賢
- 童欣（林小鳳，小鳳鳳）
- Beauty 4
- 謝麗金
- 周傳雄
- 葉良俊
- 陳冠宇
- 伍思凱
- 張宇
- 那英
- 盧春如
- 范文芳
- 高山峰
- 劉虹嬅
- B.A.D（已解散）
- 2個女生
- 蔡琴
- 順子
- 許茹芸
- 林慧萍
- 江蕙
- 江淑娜
- 陳淑樺
- 黃鶯鶯
- 鄺美雲（1993年－1997年，1998年退出歌壇）
- 任賢齊（2005年12月加盟，2008年轉投東亞唱片，2011年加入寰亞唱片）
- 童安格（1995年加盟，主要以點將唱片部份；1996年退出歌壇；2003年復出歌壇，加盟科藝百代與中唱數位娛樂合資成立附屬品牌「伊世代娛樂」，直到最後而解約）
- 王菲（1997年 - 2001年）後轉至新力音樂；2005年隱退歌壇；現經紀公司為KATIE CHAN PRODUCTIONS CO.LTD

### 維京音樂
- 黃立行
- 江美琪
- 侯湘婷
- 吳克群
- 霍經倫
- 本多RuRu
- 陳予新
- 戴愛玲
- 劉若英
- 孟庭葦
- 余憲忠
- 趙薇
- 川島茉樹代
- 張棟樑
- 蕭亞軒
- 林憶蓮
- 葉樹茵
- 陳秋霞
- 李崗霖
- 孙嫣然

### 伊世代娛樂
- TENSION
- 童安格
- 陶喆

### 國會音樂
- 蔡依林
- 孫燕姿
- 黃立行
- 元衛覺醒
- 劉家昌
- 羅志祥

### 引用
1. ↑  .   [2009-01-03]. （原始内容存档于2008-12-19）.
2. ↑  . company.g0v.ronny.tw.   [2016-03-13]. （原始内容存档于2020-04-20）.
3. ↑  趙雅芬. . 中國時報. 2003-01-23  [2012-04-24] （中文）.[永久]
4. ↑  .   [2020-08-25]. （原始内容存档于2021-02-02）.
5. ↑  . www.chinanews.com.   [2020-08-25]. （原始内容存档于2020-11-29）.